# Дворець (Вілейський район, Хотеньчицька сільська рада)
Дворець (біл. вёска Дварэц) — село в складі Вілейського району Мінської області, Білорусь. Село підпорядковане Хотеньчицькій сільській раді, розташоване в північній частині області.

## Історія
У 1921–1945 роках село знаходилось у Польщі, у Вільнюській губернії, Вілейського повіту, гміні Хотеньчиці.

## Населення
- 1866 рік - 66 люди, 6 будинки
- 1921 рік - 127 люди, 21 будинки[1].
- 1931 рік - 144 люди, 24 будинки[2].